# يوشيهيتو إيشي
يوشيهيتو إيشي (باليابانية: 石井義人؛ بالكانا: いしい よしひと) هو لاعب كرة قاعدة ياباني، ولد في 12 يونيو 1978 في كاواغوتشي في اليابان.

## وصلات خارجية
- يوشيهيتو إيشي على موقع الدوري الياباني لكرة القاعدة (الإنجليزية)
- يوشيهيتو إيشي على موقعبيزبول رفرنس.كوم (الدوري الثانوي) (الإنجليزية)